# 德罗亨博斯
德罗亨博斯（荷蘭語：Drogenbos，荷蘭語發音：[ˈdroːɣə(n)bɔs] ⓘ，法語發音：[dʁoɡənbɔs]）是比利时弗拉芒大区弗拉芒布拉班特省哈勒-维尔福德区的一个语言便利市镇，东临布鲁塞尔首都大区，面积2.49平方千米，人口5,599人（2018年1月1日）。德罗亨博斯是弗拉芒社群的一部分，官方语言为荷蘭語，但当地多数居民使用法语，作为一个语言便利市镇，德罗亨博斯市政部门为法语使用者提供语言便利。